# Hopsin
Marcus Jamal Hopson (nascido em 18 de julho de 1985), mais conhecido pelo seu nome artístico Hopsin, é um rapper americano e produtor musical de Los Angeles, Califórnia. Em 2007, ele assinou contrato com a Ruthless Records, e desde então fundou sua própria gravadora, Funk Volume, em 2009. Hopsin lançou dois álbuns de estúdio, Gazing At The Moonlight e Raw junto com a mixtape Haywire (com SwizZz) através da Funk Volume. Ele deve lançar uma colaboração extended play com Travis Barker e seu terceiro álbum de estúdio Knock Madness em 2013. Ele é bem conhecido por seu uso de Lentes de contato brancas em vídeos de música, performances e entrevistas. Em 24 de julho de 2015, Hopsin lança seu álbum Pound Syndrome, contando com 14 faixas, incluindo hits como iLL Mind of Hopsin 7 e Crown Me. Em 2016, lançou-se iLL Mind of Hopsin 8 (No qual ele faz indiretas para seu ex-empresário Damien Ritter), Bout the Business e Die This Way. No dia 24 de novembro Marcus lança o álbum No Shame, onde conta com 14 novas faixas com o selo da gravadora Undercover Prodigy.

## Vida
Marcus Hopson nasceu em 18 de julho de 1985, em Los Angeles e foi criado no bairro de Panorama na cidade de Los Angeles. [1] Ele estudou na James Monroe High School, onde foi colocado em classes de educação especial. [3] Hopsin foi um skatista ávido desde seus doze anos, como muitos de seus vídeos musicais mostram ele andando de skate. [4] Ele começou a compor aos dezesseis anos e a levar o seu hobby mais a sério, até 2003, que é o ano que a maioria das faixas do auto de Hopsin álbum produzido Emurge foram registrados. [5] Ele abandonou a escola durante seu último ano em 2004 para prosseguir uma carreira na música, comprou um microfone, e instalou "Fruity Loops" em seu disco rígido. [3] Apesar de começar sua carreira musical, Hopsin decidiu decidiu usar lentes de contato nos olhos durante o desempenho de seus clipes, afirmando que as usa para dar a si mesmo uma aparição memorável e diferenciar-se de outros rappers afro-americanos com a aparência clichê. [6] Ele credita Eminem como o rapper, que inicialmente levou a se interessar em música hip hop. [7]

## Discografia
- 2009: "Gazing at the Moonlight
- 2010: "Raw"
- 2013: "Knock Madness
- 2015: "Pound Syndrome"
- 2017: "No Shame" (24/11/2017)

## Filmografia

### Cinema
| Título                                          | Ano  | Papel               |
| ----------------------------------------------- | ---- | ------------------- |
| Max Keeble's Big Move                           | 2001 | Entregador de pizza |
| Fame                                            | 2009 | Rapper              |
| Bomb the World                                  | 2010 | Face                |
| Independent Living: The Funk Volume Documentary | 2013 | Ele mesmo           |

### Television
| Título          | Ano  | Papel     |
| --------------- | ---- | --------- |
| That's So Raven | 2003 | Estudante |

### Jogos de vídeo
| Título           | Ano  | Papel     |
| ---------------- | ---- | --------- |
| inFamous         | 2009 | Brandon   |
| Battle Rap Stars | 2011 | Ele mesmo |
| Skate Madness    | 2013 | Ele mesmo |